# Сарыбастау (Жамбылская область)
Сарыбастау (каз. Сарыбастау) — село в Кордайском районе Жамбылской области Казахстана. Входит в состав Ногайбайского сельского округа. Код КАТО — 314849300.

## Население
В 1999 году население села составляло 269 человек (125 мужчин и 144 женщины). По данным переписи 2009 года, в селе проживало 228 человек (115 мужчин и 113 женщин).